# برشکی
برشکی (به لهستانی:  Bryszki) یک روستا در لهستان است که در گمینا روزپژا واقع شده‌است.